# Association sportive des forces armées royales (football)
Pour les articles homonymes, voir association sportive des FAR.
 (octobre 2023).
- Si vous ne connaissez pas le sujet, laissez ce bandeau (vous pouvez alors contacter les auteurs).
- Si vous supprimez le contenu mis en cause (vous pouvez préalablement contacter les auteurs),

argumentez précisément cette suppression dans la page de discussion
(un manque de référence n'est pas un argument ; une recherche réelle de référence doit avoir été effectuée, être formellement documentée).
 (novembre 2020).
Maillots
Actualités
L'Association sportive des forces armées royales (en arabe : الجمعية الرياضية للقوات المسلحة الملكية), plus couramment abrégé en ASFAR ou FAR de Rabat est l'association sportive omnisports officielle des Forces armées royales (Maroc), fondée en 1958 avec trois disciplines sportives (basket-ball, football et natation), basé à Maâmora, Salé.
L'ASFAR détient un palmarès parmi les plus grands au niveau national avec 13 championnats, 12 coupes et 4 titres de la supercoupe. Tandis qu'elle n'a remportée que 2 titres au bilan international, une Ligue des champions de la CAF en 1985 et une Coupe de la confédération de la CAF en 2005.
L'équipe des militaires prend le Wydad AC comme un rival dont cette rencontre baptisée Classico marocain.

## Histoire de L’AS FAR

### Création et âge d'or (1958-1971)
Cette section ne s'appuie pas, ou pas assez, sur des sources secondaires ou tertiaires indépendantes du sujet. Le texte peut contenir des analyses inexactes ou inédites de sources primaires.
Pour l'améliorer, ajoutez-en, ou placez des modèles {{Source secondaire souhaitée}} ou {{Source secondaire nécessaire}} sur les passages mal sourcés. (mai 2022)

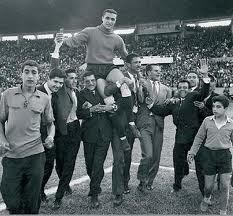
Le lieutenant Hosni Benslimane, gardien de but de l'AS FAR porté par ses coéquipiers après la finale de la Coupe du Trône.

En 1958, le colonel de corps d'armée feu m. Abdouh El-Fassy a eu l'idée de crée une association sportive des FAR, il présenta alors son projet, mais le gouvernement marocain refuse sa demande, et c'est de ce fut qu'il a décidé de représenter son projet à Moulay Hassan, le prince héritier (étant le chef des forces armées royales) qui a accepté la demande de feu El-Fassy et demanda alors de créer une association sportive des forces de l’armée royale. En septembre 1958, l'association sportive des forces armées royales a vue le jour. Association sportive à vocation omnisports, l’A.S.F.A.R. crée dès 1959 les sections « cross » et « basket-ball ». Aujourd’hui, le club compte à son actif 12 disciplines olympiques. La première équipe de football de l'histoire des FAR s'est créée après la fusion des équipes des garnisons et casernes militaires qui avais un championnat baptisé Championnat Militaire du Maroc de football, opération gérée par le 1er entraîneur de l'histoire d'as.far, feu Mohamed Chtouki.
La période 1959-1971 constitue l’âge d’or de l’ASFAR au cours de laquelle elle remporte sept titres de champion et deux coupes du Trône. Ce fut aussi la période de la grande équipe avec des joueurs qui ont marqué de leur empreinte l’histoire du club tels que Bamous, Fadili, Bakha, Khalifa, Ammar, Allal, Ammari, et tant d’autres. L’ossature de l’équipe nationale marocaine de l’époque était constituée de joueurs issus de l’ASFAR.
Parmi ses entraîneurs se trouvent Mohamed Chtouki, Guy Cluseau, Larbi Benbarek et José Faria.
Un an après sa création, l’équipe de football, encore en seconde division, remporte sa première Coupe du Trône. La même année, le club est promu en première division du championnat marocain. En coupe du Trône, ils réussissent à se hisser en huitièmes de finale puis doivent affronter l'empereur Wydad AC, ce dernier est battu sur le score de 1-0. Lors des quarts de finale, les Militaires affrontent le club de la capitale, Fath US, lors du tout premier derby de Rabat les opposant.
L'ASFAR remporte ce match sur le score de 3-1. La finale eut lieu le 14 décembre 1959 face au Mouloudia Club d'Oujda. Celui-ci a remporté les deux premières éditions de la coupe du Trône et s'apprête à faire un triplé tandis que pour les militaires, pour leur première saison, une coupe du Trône serait l'idéal. Finalement l'ASFAR remporte ce match sur le score de 1-0 qui se joua au Stade d'honneur à Casablanca.

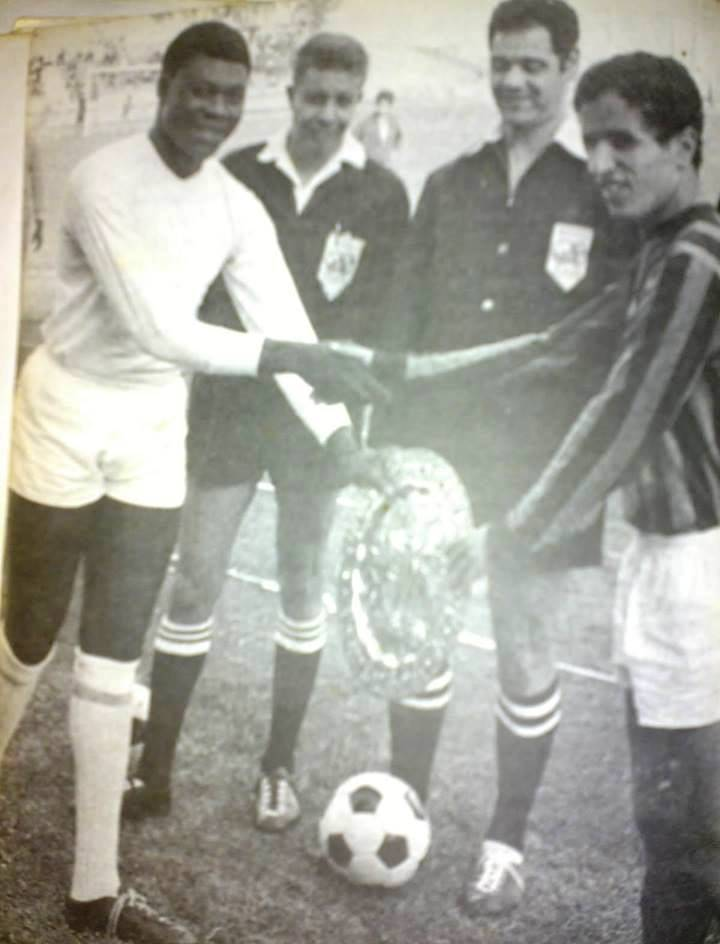
Pierre Kalala Mukendi et Driss Bamous durant la demi-finale retour de la Coupe des clubs champions africains 1968, opposant le TP Englebert à l'ASFAR, en janvier 1969, à Casablanca.

Son premier titre de champion, l’ASFAR le décroche dès son accession en première division en 1960. Il s’agit du premier d’une série de quatre titres consécutifs de champion du Maroc, sous la houlette de Guy Cluseau.
Le club remporte trois fois d'affilée la coupe du Trône en 1986 puis en 2009. De ce fait, elle conserve l'original de la coupe. L’ASFAR a formé au fil du temps des joueurs de renom ayant constitué notamment l’ossature des légendaires équipes nationales de 1970 et 1986[réf. nécessaire].
Il est également précurseur en prenant part à une compétition continentale en 1968 et surtout en remportant la coupe d’Afrique des clubs champions en 1985.
La période de 1959 à 1971 représente l'âge d'or des militaires qui remportent la Coupe du Trône ainsi que le Championnat du Maroc avec les meilleurs joueurs de l'ASFAR, comme le gardien et capitaine Hosni Benslimane, actuel président du club.

### Chute et période relance   (1971-1983 )
L'AS FAR subit une période de douze ans sans titre, débutée par une séquence de trois ans où six entraîneurs vont se succéder à sa tête. Le retour du français Cluseau en 1974 permet de stabiliser le club en faisant monter une nouvelle génération de joueurs marocains sur le devant de la scène, comme Idris Wadish, meilleur buteur du championnat en 1980. En 1982, le brésilien José Faria prend le poste d'entraîneur à la suite du retrait de Cluseau pour cause de maladie.

### La génération dorée (1983-1992)
Sous ses ordres, l'AS FAR réalise le doublé coupe-championnat en 1984. L'entraîneur est dans le même temps chargé de la sélection nationale marocaine.
Qualifié par son succès en championnat en Coupe des clubs champions, le club se distingue en devenant le premier club marocain à remporter la compétition.
Les FAR emportent en 1985 et en 1986 la Coupe du Trône, devenant la deuxième équipe à avoir l'honneur de conserver la Coupe dans son armoire à trophées après le Kawkab Marrakech, les triples vainqueurs consécutifs ayant l'autorisation de conserver physiquement la coupe.
La finale de la Coupe des clubs afro-asiatiques 1986 se déroule à Riyad en janvier 1987, entre l'AS FAR, champion d'Afrique, et le club sud-coréen de Busan, champion d'Asie. Les Coréens l'emportent 2-0.
L'AS FAR a gagné un autre titre de champion avec Faria, en 1987, puis en 1989, avec l'Argentin Angelino, obtenant le droit d'arborer l'étoile d'or, symbole de dix victoires en championnat, sur son maillot.
Guy Cluseau est revenu intégrer l'équipe avec une autre fonction en supervisant la création d'un centre de formation, le premier du genre au Maroc, qui adopte un cursus d'études et de sport en 1987.

### Baisse de régime (1992-2003)
L'AS FAR s'est concentrée sur la coupe du Maroc dans cette période marquée par de nombreux changements d'entraîneurs. Échouant en finale en 1996 et 1998, c'est en 1999 que les FAR remportent leur sixième trophée dans la compétition. Sur le plan continental, l'AS FAR a perdu la finale de la Coupe des vainqueurs de coupe d'Afrique en 1997 contre l’Étoile du Sahel. Après la mort de Hassan II, en 1999, les Militaires perdent l’inconditionnel soutien du palais et deviennent un club quelconque.

### Renouveau (2003-2009)
Placé entre les mains de l'entraîneur Mohamed Fakher, l'AS FAR connait à nouveau une période faste. Deux coupes en 2003 et 2004, puis un onzième championnat et une coupe de la Confédération en 2005 couronnent le travail du club.
Après la nomination de Mohamed Fakher comme sélectionneur national, le Français Henri Stambouli a été recruté. Sous sa direction, les FAR atteignent pour la deuxième fois la finale de la Coupe de la Confédération Africaine en 2006, perdant contre l'Étoile du Sahel. Mais c'est sur le plan national que le club brille. Il gagne trois coupes du Maroc consécutives (2007, 2008, 2009), ainsi qu'un douzième championnat en 2008.

### Période de difficultés (2009-2018)
Cette période riche en titres est suivie par une longue période de traversée du désert, avec de nombreux changements d'entraîneurs et un manque de stabilité sportive et administrative. Le club a été forcé entre 2014 et 2016 de jouer dans d'autres stades que le sien, à cause de la volonté du régime marocain de moderniser ses stades les plus importants en vue de consolider son dossier de demande d'accueil de la coupe du monde.
Jusqu’en 2016, l'effectif n'est composé que de joueurs marocains; ce n'est qu'à partir de cette année que le club prend la décision de recruter des joueurs étrangers. Le premier d'entre eux est le milieu de terrain malien Toungara.

### Une nouvelle génération (2018-2024)
L'AS FAR a désigné un nouvel entraîneur pour revivre l'histoire des années de gloire, c'est le technicien Sven Vanderbroeck qui a pour but de réussir à faire passer le club des ombres des dix dernières années où le club a été dans une période difficile à un top 3 dans les saisons prochaines et gagner des titres de trônes pour contenter les supporters du club avec pour stratégie de faire stabiliser le club mentalement et évoluer les joueurs pour s'adapter au niveau africain dont les joueurs qui ont besoin de prendre de l'expérience pour réussir à gagner un trophée africain, le championnat et la coupe.
Onze ans plus tard, les militaires ont réussi à gagner le sacre de la coupe du trône 2020 contre le maghreb de Tétouan 3-0, les buts inscrits par Edilson Borges, Adam Ennafati et Abdelillah Amimi à Agadir.
Durant l'été, Sven Vandenbroeck et l'AS FAR se séparent. L'entraîneur a décidé de quitter le navire après deux saisons au club. Le technicien belge décide de migrer vers Abha en Arabie saoudite, chose qui a déçu les supporters du club qui ont été choqués par le choix du belge. Après plusieurs mois, le club annonce le nouvel entraîneur du club : l'ancien directeur sportif du club Fernando da Cruz ; le technicien a lui-même fait le mercato du club, qui a recruté des joueurs comme Larbi Naji ayant gagné 3 trophées avec son ancien club et Ahmed Hammoudan, la star de l'Ittihad de Tanger. L'ailier a fait gagner à l'IT son seul championnat de son histoire et il fait venir un nouveau visage au milieu, celui de Zineddine Derrag, le milieu de terrain de l'OCKhourigba et il a réussi à convaincre l'une des stars du club, Adam Ennafati, de renouveler son contrat avec les militaires après avoir réussi à faire gagner au club sa 12e coupe du trône et aussi à garder les piliers de l'équipe comme : Ayoub Lakred, Edilson Borges, Mohamed Hrimat, Reda Slim, Mohamed Moufid, Anouar Tarkhatt.
L'AS FAR triomphe et gagne sa 13e botola avec 67 points dans la saison 2022/2023 après 15 ans d'attente, le premier depuis la saison 2007/2008. Ce sacre intervient après une saison presque parfaite des militaires avec 20 victoires, 7 nuls et 3 défaites.

## Structures du club

### Complexe Moulay Abdallah

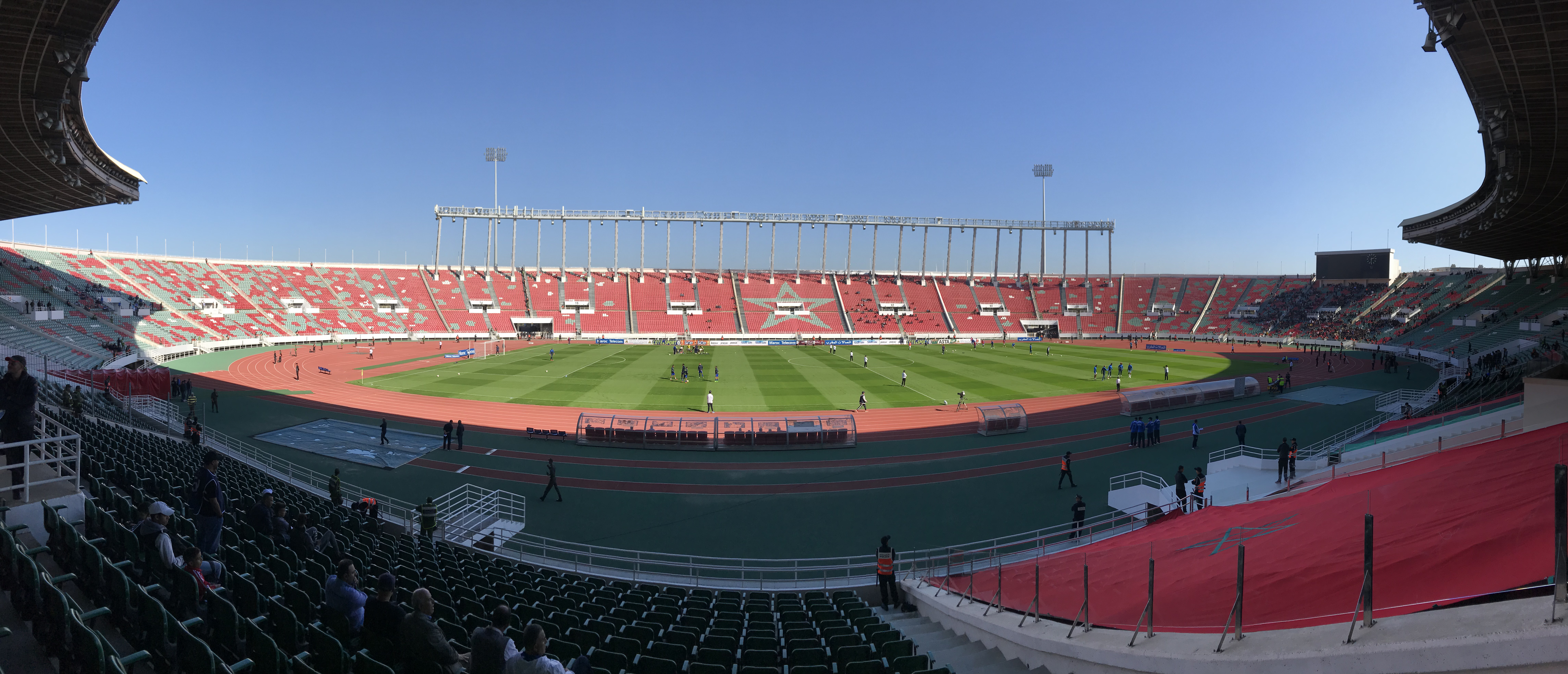
Stade Prince Moulay Abdellah

Le complexe sportif Moulay Abdallah (en arabe : المجمع الرياضي الامير مولاي عبد الله) est un stade omnisports inauguré officiellement en 1983. Il est situé au sud-ouest de la ville de Rabat, et près de la périphérique autoroutière. Il appartient à la communauté urbaine de Rabat et constitue également le fief des clubs de football des AS FAR et du Fath de Rabat, ainsi que l'équipe marocaine de football. Il a une capacité totale de 65 000 places assises dont 30 000 places couvertes ce qui en fait le plus grand stade du Maroc.
En 2000, le stade a connu une rénovation majeure qui a consisté, entre autres, en l'installation de nouveaux sièges.
Ce stade entrait dans la candidature du Maroc pour l'organisation de la coupe du monde de football 2006 et de 2010.
À noter que ce stade a déjà accueilli la CAN 1988 disputée au Maroc.

### Centre sportif des FAR
Le centre sportif de Maâmora est basé dans la ville de Salé, collée à la ville de Rabat. C'est le centre sportif du club de l'AS FAR.
Il a une superficie de 40 hectares. Ce centre dispose de deux terrains gazonnés, un terrain synthétique pour le football, une salle omnisports, une salle de natation, bâtie sous forme de tente caidale tout en bois, deux piscines olympiques, une salle de musculation dotée des appareils les plus sophistiqués, trois courts de tennis, une salle de combat pour la boxe et une salle de gymnastique.

## Palmarès et record
| Compétitions nationales | Compétitions internationales |
| - Botola Pro1 (13) : - Champion : 1960/1961, 1961/1962, 1962/1963, 1963/1964, 1966/1967, 1967/1968, 1969/1970, 1983/1984, 1986/1987, 1988/1989, 2004/2005, 2007/2008 et 2022/2023 - Vice-champion : 1959/1960, 1970/1971, 1990/1991, 2003/2004, 2005/2006, 2006/2007, 2012/2013, 2023/2024 et 2024/2025 - Coupe du Trône (12) (Record) : - Vainqueur : 1958/1959, 1970/1971, 1983/1984, 1984/1985, 1985/1986, 1998/1999, 2002/2003, 2003/2004, 2006/2007, 2007/2008, 2008/2009 et 2019/2020 - Finaliste : 1987/1988, 1989/1990, 1995/1996, 1997/1998, 2011/2012 et 2022/2023 - Supercoupe du Maroc (4) : - Vainqueur : 1958/1959, 1960/1961, 1961/1962 et 1962/1963 - Finaliste : 1963/1964, 1966/1967, 1967/1968 et 1970/1971 - Botola Pro2 (1) : - Champion : 1958/1959 | - Ligue des champions de la CAF (1) : - Vainqueur : 1985 - Coupe de la confédération de la CAF (1) : - Vainqueur : 2005 - Finaliste : 2006 - Coupe des coupes de la CAF : - Finaliste : 1997 - Supercoupe de la CAF : - Finaliste : 2006 - Coupe Afro-Asiatique : - Finaliste : 1986 - Ligue des champions de l'UNAF : - Finaliste : 2008 - Internacional Copa Mohamed-V : - Finaliste : 1967 et 1970 |

## Personnalités du club

### Les buteurs de l'AS FAR au Botola

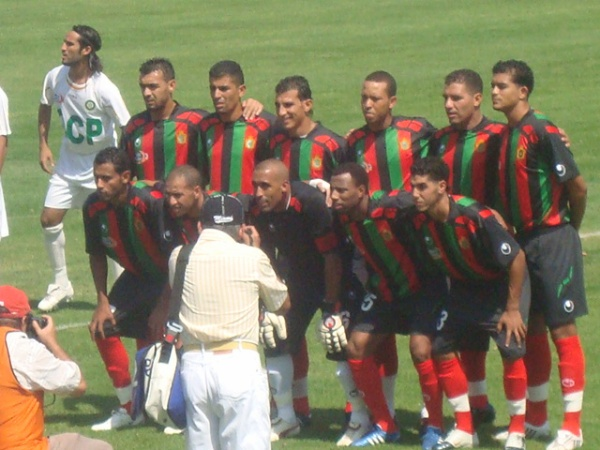
Équipe version 2009-2010

| Saison | Joueur               | Buts marqués |
| ------ | -------------------- | ------------ |
| 1980   | Driss Ouaddich       | 14           |
| 1983   | Abdeslam Laghrissi   | 14           |
| 1987   | Abderrazak Khairi    | 12           |
| 1988   | Lahcen Anaflous      | 17           |
| 1990   | Abdeslam Laghrissi   | 22           |
| 1991   | Lahcen Anaflous      | 15           |
| 1992   | Lahcen Anaflous      | 11           |
| 1995   | Abdeslam Laghrissi   | 15           |
| 2005   | Mohamed Armoumen     | 12           |
| 2007   | Jawad Ouaddouch      | 12           |
| 2008   | Abderrazak El Mnasfi | 13           |
| 2009   | Mustapha Allaoui     | 14           |
| 2016   | Mehdi Naghmi         | 12           |

### Anciens joueurs des années 2000
- Youssef Kaddioui
- Ali Bouab
- Brahim El Bahri
- Issam Erraki
- Hassan El Mouataz
- Jawad Akadar
- Mustapha Allaoui
- Youssef Rabeh
- Rachid Reggadi
- Mustapha Bidoudane
- Abderrahmane Mssassi
- El Houssaine Ouchla
- Imad Omari
- El Mahdi Kharmaj
- Hamid Nater
- Yassine Naoum
- Adil Lotfi
- Tarik Marzouk
- Tarik El Jarmouni
- Abderrazak El Mnasfi
- Atik Chihab
- Soufiane Alloudi
- Mohamed Amine Kabli
- Mourad Fellah

### Anciens joueurs célèbres
- Abdrahman lhouassli
- Abdrahim chakir
- Abdelkrim El Hadrioui
- Abdallah Bakha
- Feu Bakhti Khalifa
- Abdelmalek Laâziz
- Abdelouahed Chemmami
- Abderrazak Khairi
- Abdeslam Laghrissi
- Abelkader El Brazi
- Ahmed Ajeddou
- Ali Bouab
- Allal Benkassou
- Aziz Samadi
- Brahim El Bahri
- Driss Bamouss
- El Houssaine Ouchla
- Hakim Ajraoui
- Hamadi Hamidouch
- Driss Ouaddich
- Hicham Zerouali
- Hassan El Mouataz
- Houcine Zemmouri
- Housni Benslimane
- Lahcen Anaflous
- Lahcen Ouaddani (ou Hcina)
- Mohammed Adil Erradi
- Mohamed Ammari
- Mohamed Chtouki
- Mohamed Fadli
- Mohamed Foulouh
- Mohamed Timoumi
- Mohcine Bouhlal
- Khalil Boudraa
- Saad Dahhan
- Salaheddine Hmied
- Tarik El Jarmouni
- Abdeslam El Hadri (ou Zinaya)
- Ahmed Rmouki
- Adil Sarraj
- Kordassa Mly Ahmed

### Anciens entraîneurs notable
- Mohamed Anouar dit « Chtouki »
- Guy Cluseau
- José Barinaga
- Blagoja Vidinić
- José Faria dit « Mehdi Faria »
- Mario Wilson
- Jesulado Ferreira
- Henri Depireux
- Alain Giresse
- Mustapha Madih
- Henri Stambouli
- Jaouad Milani
- Mhamed Fakhir
- Walter Meeuws
- Aziz El Amri
- Fathi Jamal
- Mircea Dridea
- Saad Dahhan
- Abderrazak Khairi
- Rachid Taoussi
- Sven Vandenbroeck
- Fernando Da Cruz
- Nasreddine Nabi
- Hamidou Ouarga

## Bilan saison par saison
| Saison    | Championnat | Coupe du Trône |
| --------- | ----------- | -------------- |
| 1958-1959 | -           | Vainqueur      |
| 1959-1960 | 2e          | 1/8 finale     |
| 1960-1961 | 1er         | 1/2 finale     |
| 1961-1962 | 1er         | 1/16 finale    |
| 1962-1963 | 1er         | 1/2 finale     |
| 1963-1964 | 1er         | 1/4 finale     |
| 1964-1965 | 4e          | 1/8 finale     |
| 1965-1966 | -           | -              |
| 1966-1967 | 1er         | 1/2 finale     |
| 1967-1968 | 1er         | 1/4 finale     |
| 1968-1969 | 3e          | 1/8 finale     |
| 1969-1970 | 1er         | 1/8 finale     |
| 1970-1971 | 2e          | Vainqueur      |
| 1971-1972 | 4e          | 1/16 finale    |
| 1972-1973 | 12e         | 1/16 finale    |
| 1973-1974 | 9e          | 1/16 finale    |
| 1974-1975 | 12e         | 1/16 finale    |
| 1975-1976 | 11e         | 1/16 finale    |
| 1976-1977 | 7e          | 1/16 finale    |
| 1977-1978 | 7e          | 1/4 finale     |
| 1978-1979 | 9e          | 1/4 finale     |
| 1979-1980 | 12e         | 1/8 finale     |
| 1980-1981 | 9e          | 1/16 finale    |
| 1981-1982 | 6e          | 1/8 finale     |
| 1982-1983 | 7e          | 1/16 finale    |
| 1983-1984 | 1er         | Vainqueur      |
| 1984-1985 | 3e          | Vainqueur      |
| 1985-1986 | 3e          | Vainqueur      |
| 1986-1987 | 1er         | 1/2 finale     |
| 1987-1988 | 3e          | Finaliste      |
| 1988-1989 | 1er         | 1/2 finale     |
| 1989-1990 | 7e          | Finaliste      |
| 1990-1991 | 2e          | 1/4 finale     |
| 1991-1992 | 6e          | 1/4 finale     |
| 1992-1993 | 8e          | 1/8 finale     |
| 1993-1994 | 3e          | 1/2 finale     |
| 1994-1995 | 4e          | 1/16 finale    |
| 1995-1996 | 6e          | Finaliste      |
| 1996-1997 | 7e          | 1/8 finale     |
| 1997-1998 | 8e          | Finaliste      |
| 1998-1999 | 8e          | Vainqueur      |
| 1999-2000 | 9e          | 1/8 finale     |
| 2000-2001 | 8e          | 1/8 finale     |
| 2001-2002 | 6e          | 1/2 finale     |
| 2002-2003 | 9e          | Vainqueur      |
| 2003-2004 | 2e          | Vainqueur      |
| 2004-2005 | 1er         | 1/8 finale     |
| 2005-2006 | 2e          | 1/8 finale     |
| 2006-2007 | 2e          | Vainqueur      |
| 2007-2008 | 1er         | Vainqueur      |
| 2008-2009 | 3e          | Vainqueur      |
| 2009-2010 | 7e          | 1/8 finale     |
| 2010-2011 | 6e          | 1/16 finale    |
| 2011-2012 | 7e          | Finaliste      |
| 2012-2013 | 2e          | 1/8 finale     |
| 2013-2014 | 7e          | 1/4 finale     |
| 2014-2015 | 11e         | 1/8 finale     |
| 2015-2016 | 4e          | 1/4 finale     |
| 2016-2017 | 6e          | 1/2 finale     |
| 2017-2018 | 8e          | 1/16 finale    |
| 2018-2019 | 14e         | 1/8 finale     |
| 2019-2020 | 6e          | Vainqueur      |
| 2020-2021 | 3e          | 1/16 finale    |
| 2021-2022 | 3e          | 1/4 finale     |
| 2022-2023 | 1er         | Finaliste      |
| 2023-2024 | 2e          | 1/2 finale     |

* L'ASFAR été en Botola 2 lors de sa 1re saison 1958/1959, et a été suspendu par la FRMF lors de la saison 1965/1966, car lors de la saison qui précédait, l'équipe des FAR avait perdu un match contre le MAS et les joueurs avaient agressé l'arbitre à la fin de la rencontre.

### Parcours international
Depuis sa fondation en 1958, l'AS FAR a participé :
- 11 fois à la ligue des champions (un titre et deux demi-finales)
- 8 fois à la Coupe Mohammed V (deux finales)
- 5 fois à la coupe des vainqueurs de coupe (finaliste)
- 5 fois à la Coupe de la confédération (un titre et une finale)
- 2 fois à la Coupe nord-africaine des vainqueurs de coupe (deux demi-finales)
- 1 fois à la Coupe afro-asiatique des clubs de football (finaliste)
- 1 fois à la supercoupe d'Afrique (finaliste)
- 1 fois à la Coupe nord-africaine des clubs champions (finaliste)
- 1 fois à la Coupe du Maghreb des vainqueurs de coupe (troisième)
- 1 fois à la Coupe du Maghreb des clubs champions

## Couleurs-Logo et supporters

### Logo
Depuis sa création en 1958, le club porte l'emblème de l'armée royale marocaine en tant  qu'association sportive.
Le club ajoute une étoile jaune lors du gain du 10e championnat gagné.

### Couleurs

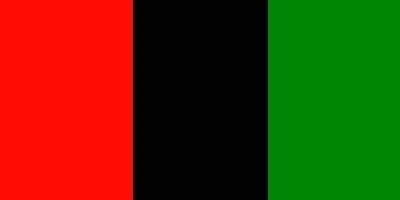
Les couleurs du club

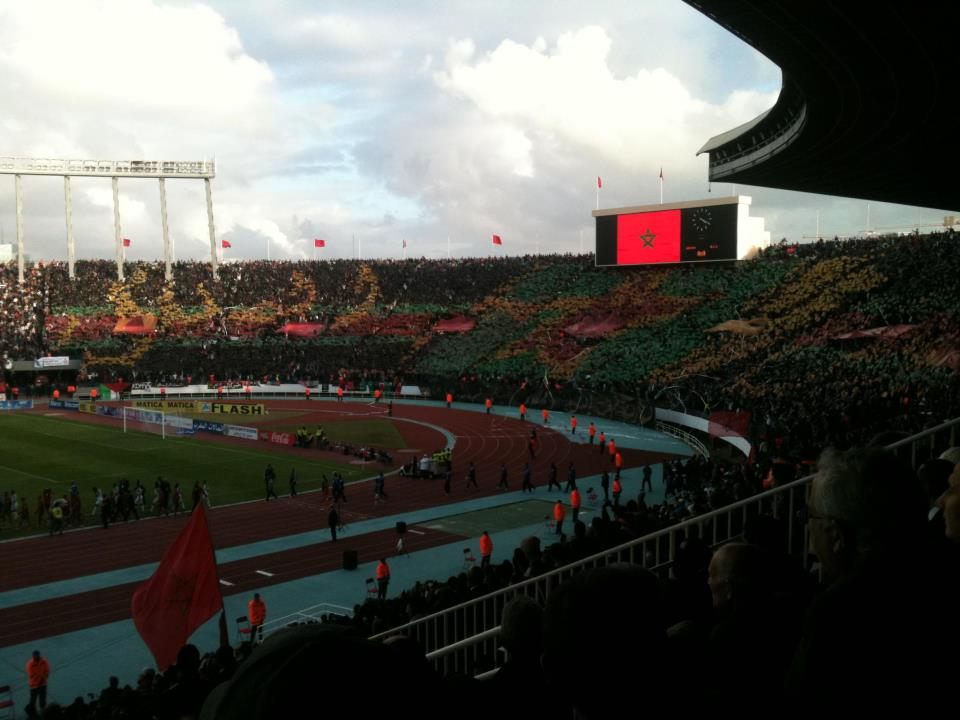
public des FAR

## Équipementier
UhlSport est l'équipementier actuel des produits de l'ASFAR (maillots, jackets, sacs...) depuis 2023 après la fin de son contrat avec Errea.

## Club omnisports
- Association sportive des FAR (omnisports)
- Association sportive des FAR (basket-ball)
- Association sportive des FAR (basket-ball féminin)
- Association sportive des FAR (handball)
- Association sportive des FAR (volley-ball)